# Bloody Well Right
«Bloody Well Right» es una canción del grupo británico Supertramp publicada en el álbum de estudio Crime of the Century en 1974. Fue publicada como cara B del sencillo «Dreamer» en 1974 y alcanzó el puesto 35 en la lista Billboard Hot 100.

## Historia
Rick Davies vinculó conscientemente la canción al primer tema del disco, «School», con el verso: «So you think your schooling is phoney» -en español: «Asi que piensas que tu educación es falsa», ayudando a perpetuar la impresión de que Crime of the Century es un álbum conceptual.
«Bloody Well Right» comienza con Davies tocando un solo de Wurlitzer de casi un minuto de duración, a partir del cual entra el resto del grupo. A continuación hay un solo de guitarra tocado por Roger Hodgson en el que hace uso del wah wah, antes de que Davies comience a cantar en el minuto 1:36.
La canción se convirtió en un elemento básico en los conciertos de Supertramp desde su publicación original. Aparece en los álbumes en directo Paris, Live '88, It Was the Best of Times y Is Everybody Listening?. También figura en los recopilatorios The Very Best of Supertramp and Retrospectacle - The Supertramp Anthology.

## Personal
- Rick Davies: Wurlitzer y voz
- Roger Hodgson: guitarra eléctrica y coros
- Bob Siebenberg: batería y percusión
- Dougie Thomson: bajo
- John Helliwell: saxofón y coros